# Mutualité chrétienne
 (février 2021).
Si vous disposez d'ouvrages ou d'articles de référence ou si vous connaissez des sites web de qualité traitant du thème abordé ici, merci de compléter l'article en donnant les références utiles à sa vérifiabilité et en les liant à la section « Notes et références ».
La mutualité chrétienne (Christelijke Mutualiteit en néerlandais, Christliche Krankenkasse en allemand) est une mutualité belge (assurance sociale) fondée en 1886, bien que sa création fût officialisée par arrêté royal le 28 mai 1906.  
Son abréviation usuelle est « MC », reprise d'ailleurs sur son site internet www.mc.be, et son slogan s'axe autour d'un de ses principes fondamentaux : "Avec vous pour la vie". Comme toute mutualité belge, la Mutualité chrétienne offre un service d'assurance obligatoire (appelée A.O.) et d'assurance complémentaire (appelée A.C.). L'assurance obligatoire est financée par l'État, par l'intermédiaire de l'INAMI. 
L'assurance complémentaire est quant à elle financée par les cotisations des affiliés mutuellistes. 
De surcroît, la Mutualité chrétienne propose des services facultatifs (trois assurances hospitalisation depuis le 1er janvier 2000 et une assurance dentaire depuis le 1er avril 2014) et des services associatifs (Altéo, Énéo et Ocarina - anciennement "Jeunesse & Santé" -, etc ) ainsi qu'un service social d'aide aux personnes (droits sociaux des affiliés, accompagnement, écoute, transport, aménagement du domicile...).
Depuis 2008, la Mutualité chrétienne a créé un nouveau service: la Défense des Membres (D.M.). Celle-ci prend en charge les affiliés victimes d'abus financiers commis par certains prestataires de soins et par certains hôpitaux. Les situations d'erreurs médicales sont également accompagnées par la DM.
Du 1er janvier 2007 jusqu'en juillet 2020, le patron de la MC était Jean Hermesse (tour à tour secrétaire national, secrétaire général, vice-président). depuis lors, c'est  Elisabeth Degryse que le conseil d'administration de la MC a choisi comme vice-présidente.
Depuis 2022 : Dispositif temporaire pour accueillir les réfugiés ukrainiens : concrètement, les réfugiés ukrainiens sous protection temporaire peuvent s’inscrire gratuitement auprès de la MC en tant que résidents belges (REB) et bénéficieront de l’intervention majorée.
En 2023, elle revendique plus de 4,6 millions de membres.

## Mobilisation juridique
En août 2009, la MC a réclamé vendredi l'adoption d'une législation plus claire pour éviter les abus en matière de factures d'hospitalisation adressées aux patients.
Sur la base de l'ensemble des dossiers de ses affiliés en 2008, la Mutualité constate que trop souvent des factures "peu claires ou franchement illégales", des cas de matériel médical (implants, prothèses, matériel endoscopique) facturé illégalement par "un certain nombre d'hôpitaux" et que de tels abus ont également été constatés dans la facturation de produits médicaux d'usage courant et de petits instruments (ciseaux, pansements) ainsi que la facturation incorrecte de certaines prestations et de médicaments et des pratiques "floues" en cas de facturation de suppléments d'honoraires. (HIE).
La MC a contesté ces facturations en justice : la Cour de Cassation a confirmé le point de vue de la Mutualité.

## Journal d'information
En 1948, le nouveau service de presse et de propagande lance une nouvelle publication : le journal « En Marche » qui paraît pour la première fois le 15 mai 1948. 
Sa version "papier", est adressé à tous les membres adhérents  à la Mutualité chrétienne.de Wallonie et de Bruxelles (Diffusion : 375 000 exemplaires en 2023).
Depuis septembre 2023, le magazine a changé de périodicité et ne paraît plus qu'une fois par mois (au lieu de tous les 15 jours), mais change de format pour atteindre 32 pages au lieu de 12. La maquette change en même temps pour adopter le format magazine et abandonner le modèle journal.
Parallèlement, le magazine est disponible en version numérique et les abonnés "papier" peuvent choisir de ne recevoir que la version électronique via leur boite mail.
Hedwige Peemans-Poullet est la rédactrice en chef de 1975 à 1996.
Actuellement, en 2023, la rédactrice en chef est Sandrine Warsztacki.

## Régionales

### Partie francophone
- Brabant wallon
- Bruxelles Saint-Michel
- Hainaut oriental
- Hainaut Picardie
- Liège
- Province de Luxembourg
- Province de Namur
- Verviers - Eupen

### Partie germanophone
- Verviers - Eupen

### Partie néerlandophone
- Anvers
- Bruges
- Louvain
- Limbourg
- Flandre centrale
- Ostende
- Roulers-Tielt
- Sint-Michielsbond
- Région Mechelen-Turnhout
- Waas et Dender
- Flandre Sud-Ouest

## Partenariats
La Mutualité chrétienne entretient des partenariats avec d'autres associations et organismes, tels que Qualias, Vitatel, Aide et Soins à Domicile (ASD), etc. Elle est également membre du Réseau Santé Louvain de l'université catholique de Louvain (UCLouvain).
La Mutualité chrétienne soutient un partenariat avec les pays en voie de développement (Afrique surtout, mais aussi Asie). Ce partenariat est géré par le service de coopération internationale de chaque régionale de la MC. Celle-ci développe et finance les R.A.M.S (Réseaux d'Appui aux Mutuelles de Santé). Les RAMS ont notamment pour but de créer et de soutenir des initiatives sur le principe de la solidarité mutualiste dans des pays en voie de développement. Quelques exemples: accès matériel et physique aux soins et aux médicaments, remboursement des soins de base, éducation au principe de solidarité, aide à la prévention, à l'hygiène et aux principes de bonne santé.